# Jēran
Cette page contient des caractères spéciaux ou non latins. S’ils s’affichent mal (▯, ?, etc.), consultez la page d’aide Unicode.
Jēran (ou Jēra) est la douzième rune du Futhark (l'alphabet runique des anciens peuples germaniques) et la quatrième de la famille de Hagalaz. Elle est précédée de Īsaz et suivie de Eihwaz. Elle est nommée Ger en anglo-saxon et Ār en vieux norrois. Dans toutes ces langues, elle signifie « année » ou « moisson, récolte ». Elle a donné, par exemple, l'allemand Jahr ou l'anglais year.
Le Codex Vindobonensis 795 donne un nom de lettre correspondant dans l’alphabet gotique sous la forme gaar, restitué en gotique comme jer (𐌾). *Jēran (également cité sous la forme *Jēraz) est la forme reconstruite pour le proto-germanique à partir de cette correspondance et du vieux saxon gêr, jâr.
Cette rune notait à l'origine le son [j]. 

## Évolution du tracé

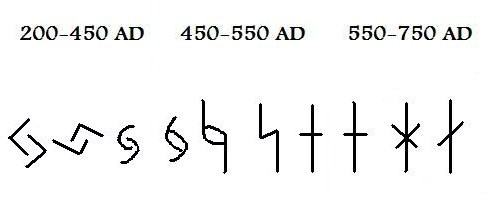
Évolution du tracé

De toutes les runes, Jēran est celle qui a subi le plus de transformations ; elle possède donc de nombreuses variantes.
L’origine de son tracé est incertain ; toutefois on peut supposer il provient du G latin (C — ᚲ — avec une barre). Il pourrait également s’agir d’une innovation germanique. En tout cas, la rune ᛃ du vieux Futhark n’apparaît que dans les inscriptions les plus anciennes, disparaissant dès le Ve siècle.
Au cours des VIIe et VIIIe siècles, les mutations phonétiques du proto-norrois menèrent à l’aphérèse du j de *jara. La valeur de la rune fut ainsi modifiée, passant de /j/ à /a/. Par la suite, son tracé évolua vers une ligne verticale barrée d’un trait horizontal, translittéré A pour la distinguer du a de la rune Ansuz. Parallèlement, au VIIe siècle, la rune Sōwilō évolua vers une forme qui pouvait prêter à confusion () ; ainsi, vers la fin de la période du vieux Futhark, la rune Jēra était représentée par une ligne verticale barrée de deux traits entrecroisés (). Lorsque Naudiz se stabilisa, aux VIe et VIIe siècles, sa barre verticale était inclinée vers la droite : on pouvait donc simplifier la rune Jēra en utilisant une seule barre qui penche vers la gauche, faisant ainsi naître la rune Ár (ᛅ) du Futhark récent. La nouvelle rune Ár étant enfin stable, l’ancienne version  servit à représenter la rune Hagall.

## Poèmes runiques
Les trois poèmes runiques décrivent cette rune :
| Poème runique | Traduction en français |
| --- | --- |
| Vieux norvégien ᛅ Ár er gumna góðe; get ek at ǫrr var Fróðe.                                                                | L’abondance est une bénédiction pour les hommes ; Je reconnais que Frodi est généreux.                                                 |
| Vieil islandais ᛅ Ár er gumna góði ok gott sumar algróinn akr. annus allvaldr.                                              | L’abondance est bénédiction des hommes et un bon été une récolte florissante.                                                          |
| Anglo-saxon ᛄ Ger byþ gumena hiht, ðonne God læteþ, halig heofones cyning, hrusan syllan beorhte bleda beornum ond ðearfum. | L’année est une joie pour les hommes, lorsque Dieu, saint roi des cieux, laisse la terre donner brillamment aux riches et aux pauvres. |